# Liste der Monuments historiques in Le Taillan-Médoc
Die Liste der Monuments historiques in Le Taillan-Médoc führt die Monuments historiques in der französischen Gemeinde Le Taillan-Médoc auf.

## Liste der Bauwerke
| Bezeichnung             | Beschreibung                  | Standort | Kennzeichnung | Schutzstatus | Datum | Bild |
| ----------------------- | ----------------------------- | -------- | ------------- | ------------ | ----- | ---- |
| Schloss La Dame Blanche | Erbaut im 17./18. Jahrhundert | (Lage)   | PA00083843    | Classé       | 1964  |      |